# Circus Galop
Circus Galop è un brano musicale per pianola composto da Marc-André Hamelin tra il 1991 e il 1994, e dedicato a Beatrix e Jürgen Hocker, due produttori di rulli di carta perforata per pianole. La durata media del brano è di 4-5 minuti.

## Descrizione
Circus Galop ha ricevuto l'attenzione dei media negli ultimi anni per essere un brano fisicamente impossibile da eseguire per un solo musicista, dato che è necessario suonare 21 note simultaneamente. Anche una performance con due o tre suonatori su una stessa pianola è incredibilmente ardua, in quanto il ritmo è molto sostenuto. Sono disponibili all'ascolto alcune parti del brano, grazie a Wolfgang Heisig e Jürgen Hocker che lo hanno registrato suddividendolo in tre parti.
Il brano è generalmente usato per testare le capacità e i limiti di software per la creazione di musica, come ad esempio Synthesia o PianoMIDI.